# Zuid-Beijerland

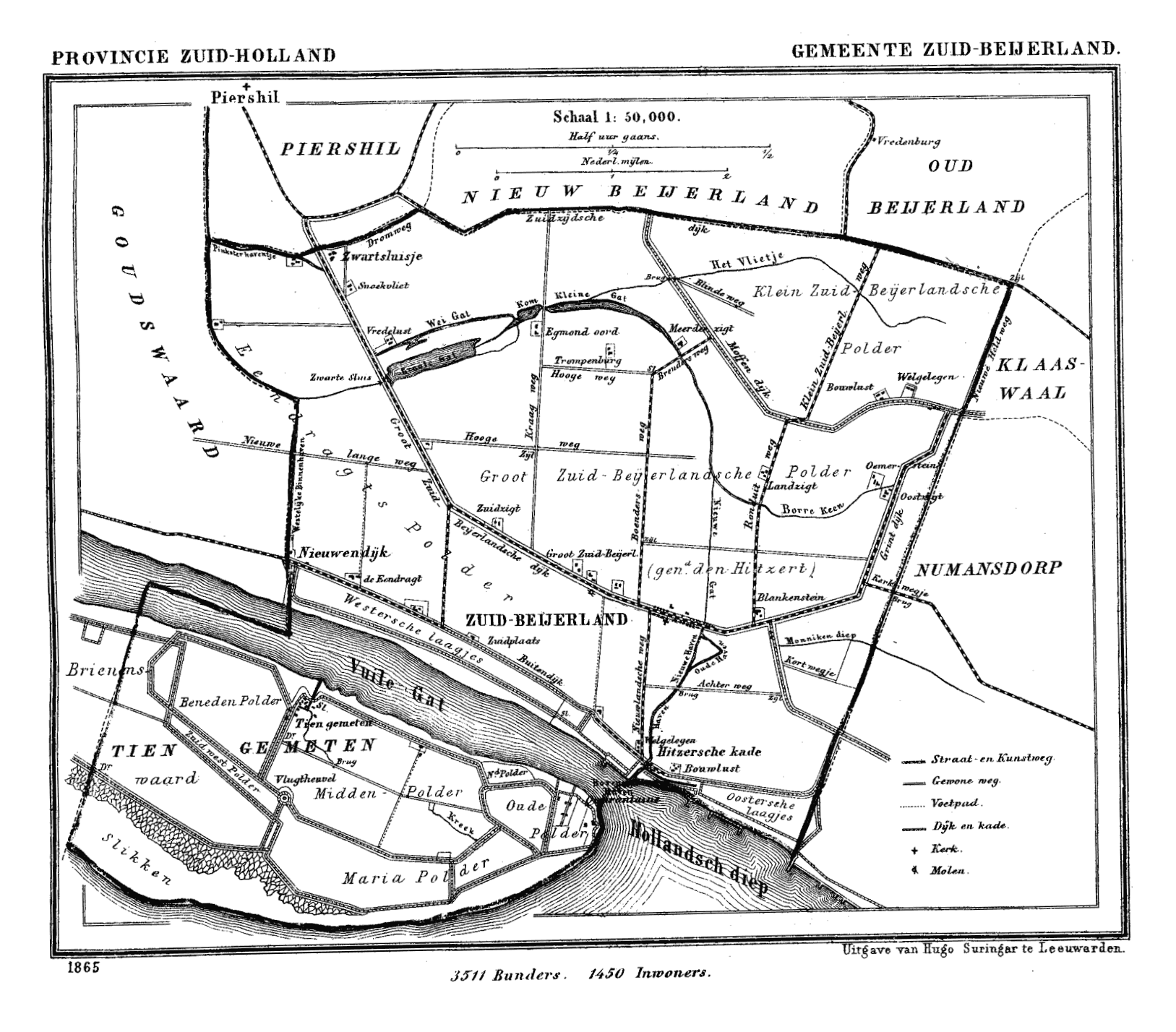
Zuid-Beijerland in de Gemeente-atlas van Nederland, 1865

Zuid-Beijerland is een dorp in Zuid-Holland, gelegen in de gemeente Hoeksche Waard, en op het gelijknamige eiland.

## Geschiedenis
Zuid-Beijerland is in 1631 gesticht, toen de slikken van De Hitsert werden ingedijkt als deel van de Groot-Zuid-Beijerlandsche Polder. Op de dijk ontstond het gelijknamige dorp. In 1673 kreeg het dorp een eigen predikant. Het werd toen Zuid-Beijerland genoemd, maar sommige inwoners noemen hun dorp nog steeds De Hitsert. Tot 1984 was Zuid-Beijerland een zelfstandige gemeente; van 1984 tot 2019 viel het onder de gemeente Korendijk en sinds 1 januari 2019 behoort het tot de gemeente Hoeksche Waard.

## Geografie
Vanaf het dorp Nieuwendijk, dat tegen Zuid-Beijerland aan ligt, vaart een veerpont naar het eiland Tiengemeten.
In dit dorp is de serie Zaai opgenomen.

## Bezienswaardigheden
- Eendrachtskerk
- Molen Landzigt
- Natuurgebied Tiengemeten

## Geboren in Zuid-Beijerland
- Theo de Boer (1932-2021), filosoof
- Kristie Boogert (1973), tennisser
- Wouter Burger (2001), voetballer

## Externe links

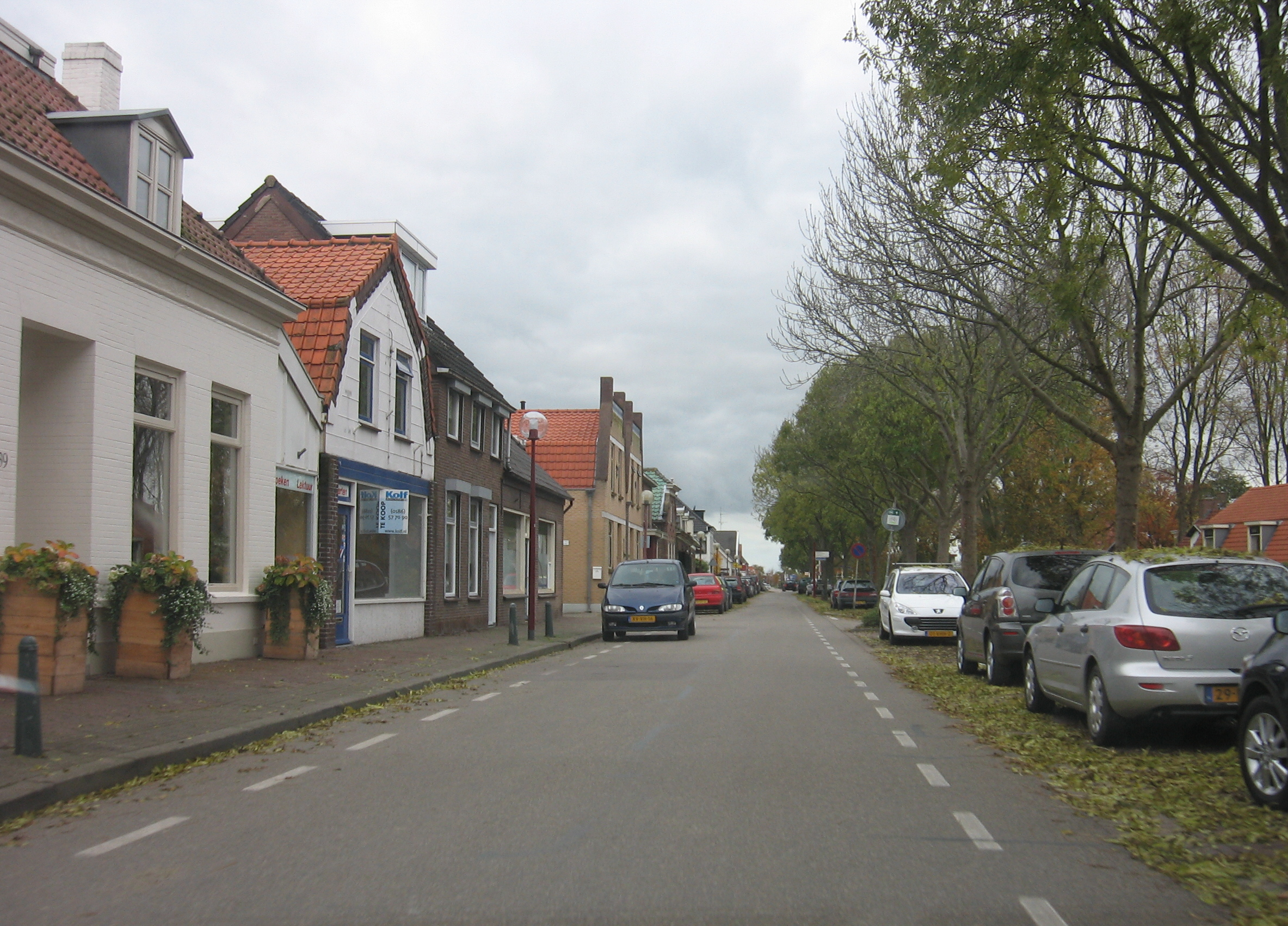
Zuid-Beijerland
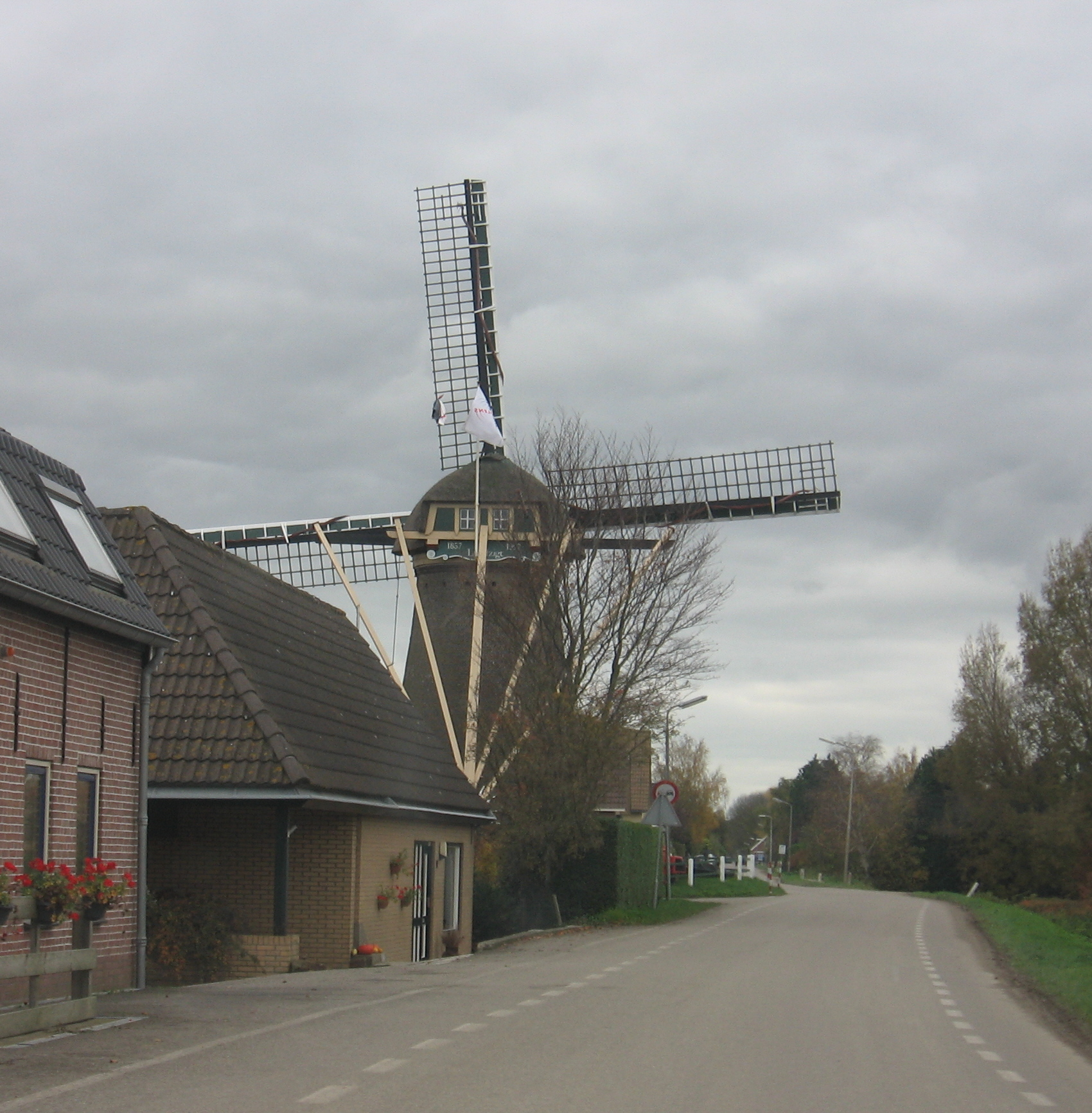
Molen Landzigt

## Aangrenzende woonplaatsen
| aangrenzende woonplaatsen            | aangrenzende woonplaatsen | aangrenzende woonplaatsen | aangrenzende woonplaatsen | aangrenzende woonplaatsen |
| ------------------------------------ | ------------------------- | ------------------------- | ------------------------- | ------------------------- |
| Nieuw-Beijerland Piershil Goudswaard |                           | Oud-Beijerland            |                           | Klaaswaal                 |
|                                      |                           |                           |                           |                           |
|                                      |                           |                           |                           |                           |
|                                      |                           |                           |                           |                           |
|                                      |                           |                           |                           | Numansdorp                |